# 阿勒根縣
阿勒根縣（英語：Allegan County）是美国密西根下半島西南部的一個縣，位於密歇根湖東岸。根据2020年人口普查的结果，该县共有12萬502人。该县县治为阿勒根。该县的名称是亨利·斯库克拉夫特创造的，有可能来源于美洲原住民語言。